# 源雅俊
源 雅俊（みなもと の まさとし）は、平安時代後期の公卿。村上源氏、右大臣・源顕房の三男、官位は正二位・権大納言。京極大納言と号す。

## 経歴
白河朝初頭の延久5年（1073年）叙爵し、翌承保元年（1074年）侍従に任官する。承暦3年（1079年）従五位上次いで正五位下と続けて昇叙され、承暦4年（1080年）正月に左近衛少将に任ぜられると、同年12月に姉の中宮・藤原賢子の中宮権亮を兼ねた。
永保2年（1082年）左近衛権中将に昇任されると、永保3年（1083年）従四位下、永保4年（1084年）正月に従四位上と順調に昇進し、同年12月に蔵人頭に補される。応徳3年（1086年）堀河天皇の即位後も引き続いて蔵人頭を務め、寛治5年（1091年）参議に任ぜられて公卿に列した。
議政官として右兵衛督を兼ねたほか、備中権守・播磨権守を兼国。この間に寛治6年（1092年）従三位、嘉保2年（1095年）正三位と昇叙された。承徳2年（1098年）権中納言兼右衛門督に任ぜられる。康和2年（1100年）従二位、康和3年（1101年）正二位と昇進を続け、康和5年（1103年）には外甥にあたる春宮・宗仁親王の春宮権大夫を兼ねた。天永2年（1111年）権大納言に至る。
保安3年（1122年）4月13日薨去。享年57。最終官位は権大納言正二位。

## 人物
仏教に対する信仰心が厚かった。嘉承2年（1107年）堀河天皇のために、香隆寺で丈六千手観音像と涅槃経を供養した。また、生死の無常を厭いて、京極に一堂を建立して九体の阿弥陀丈六像を奉安。毎朝、堂に入って礼拝を行い宝号（仏・菩薩の名）を唱えた。さらに、天永2年（1111年）にはこの堂の中に塔婆を建てて六口の僧侶を置いて法華三昧を修したという（『三外往生記』）。この塔婆の供養に際しては「公卿の人でこのような大善根、誠に希有のことである」（『中右記』）と評された。

## 官歴
注記のないものは『公卿補任』による。
- 延久5年（1073年） 12月：叙爵（従五位下
- 承保元年（1074年） 12月：侍従
- 承暦3年（1079年） 正月：従五位上。正月：兼備中権介。10月25日：正五位下（中宮行啓賞）
- 承暦4年（1080年） 正月28日：左近衛少将[4]。12月：中宮権亮（中宮・藤原賢子）
- 永保2年（1082年） 正月28日：兼左近衛権中将
- 永保3年（1083年） 正月6日：従四位下?[4]。2月：兼備中権介
- 永保4年（1084年） 正月：従四位上。9月：止中宮権亮（依中宮崩御）。12月：蔵人頭
- 応徳3年（1086年） 11月26日：蔵人頭（堀河天皇即位）
- 応徳4年（1087年） 正月：正四位下
- 寛治2年（1088年） 12月：右兵衛督、蔵人頭如元
- 寛治5年（1091年） 正月20日：参議、右兵衛督如元
- 寛治6年（1092年） 4月：従三位
- 寛治7年（1093年） 日付不詳：見備中権守
- 嘉保2年（1095年） 3月3日：正三位
- 永長2年（1097年） 正月：兼播磨権守
- 承徳2年（1098年） 正月：権中納言、右兵衛督如元。12月：兼右衛門督
- 康和2年（1100年） 正月2日：従二位（院行幸賞）。7月：兼左衛門督
- 康和3年（1101年） 正月2日：正二位（院行幸院司賞）
- 康和5年（1103年） 8月17日：兼春宮権大夫（春宮・宗仁親王）
- 嘉承2年（1107年） 7月19日：止春宮権大夫（依受禅）
- 天永2年（1111年） 正月23日：権大納言
- 保安3年（1122年） 4月13日[5]：薨去[6]。

## 系譜
- 父：源顕房
- 母：藤原良任の娘
- 妻：備中守為宗の女
- 妻：高階業子（高階為家の娘）
  - 男子：源顕重
  - 男子：源顕俊
  - 男子：源顕親（1088-1160）
  - 男子：俊頼
- 妻：伊予守国明の女
- 生母不明の子女
  - 男子：源俊親
  - 男子：源憲俊
  - 男子：源顕定
  - 男子：元海
  - 男子：寛雅
  - 男子：玄雅
  - 男子：行顕
  - 男子：進覚
  - 男子：行雅
  - 男子：昌雲